# Langebrug (Leiden)
De Langebrug is een straat en voormalige gracht in de Nederlandse stad Leiden.
De straat ligt in de Pieterswijk parallel aan de Breestraat en loopt vanaf het Rapenburg tot aan het Steenschuur.

## Geschiedenis
De Langebrug was voorheen een gracht, de Voldersgracht (op de kaart van Blaeu "Vollers gracht"), genoemd naar de vele volders of vollers die hier ten tijde van de bloeiende Leidse lakenindustrie werkten. Aan het begin van de zeventiende eeuw werden de vervuilende bedrijvigheden verhuisd naar de noordelijke binnenstad rond de Paradijs-, Mirakel- en Donkere gracht (die toen zelf de Volmolengracht ging heten, en later Vollersgracht).
De gracht vormde de grens van de percelen aan de Breestraat. Veel van de panden aan de Breestraat hadden aan de achterzijde een brug over de Voldersgracht, wat de indruk van één lange brug wekte. Dit verklaart de huidige naam. In 1670 werd de gracht geheel overwelfd.
De 'overwulfde' Voldersgracht of Langebrug werd door de buskruitramp van 1807 zwaar getroffen. Het kruitschip dat de ramp veroorzaakte lag afgemeerd bij de plek waar de gracht in het Steenschuur uitkwam. Het zuidelijk deel van overwelfde gracht werd hierdoor geheel verwoest. Het puin werd deels weggewerkt door het gedeelte tussen de Ketelboetersteeg en het Steenschuur te dempen. De gracht is in 1956 in zijn geheel gedempt.

## Trivia
- Op Langebrug 89 woonde en werkte Jacob van Swanenburgh, de eerste leermeester van Rembrandt van Rijn.
- Op de hoek van de Langebrug en Steenschuur werd na de buskruitramp door de universiteit een laboratorium gebouwd dat later naar de beroemde hoogleraar Kamerlingh Onnes werd genoemd. Nu is in dit pand de Faculteit der Rechten gevestigd.
- Op de ruïne van de buskruitramp werd in 1836 de Sint-Petruskerk ingewijd. Deze brandde in de nacht van 25 op 26 juli 1933 volledig af. De parochie kreeg een nieuw kerkgebouw aan de Lammenschansweg, de huidige Sint-Petruskerk. Op de restanten van de oude kerk verrees vervolgens een brandweerkazerne.
- De Langebrug was vanaf de Ketelboetersteeg tot aan het Rapenburg een eenrichtingsstraat voor gemotoriseerd verkeer. Omdat de Breestraat overdag gesloten was voor ander verkeer dan lijnbussen, taxi's en langzaam verkeer gold de Langebrug als een belangrijke ontsluitingsroute voor de zuidelijke binnenstad. Sinds 2024 is de Langebrug ter hoogte van de Pieterskerkgracht voor doorgaand verkeer afgesloten.[1]

## Bron
- "Hart van de stad krant (november 2014)", Nr 142